# Croce di Loreto
La croce di Loreto o croce lauretana venne istituita da papa Leone XIII nel 1888 per premiare quanti si fossero distinti col loro servizio a favore della Santa Casa di Loreto.

## Storia
Papa Sisto V nel 1586 aveva istituito l'Ordine dei Cavalieri di Loreto, gli insigniti del quale avevano il compito di contrastare i predoni turchi nell'area del santuario di Loreto, ma data la scarsa attività rilevata e il basso numero degli insigniti, dopo soli due anni di vita l'ordine venne sciolto a livello cavalleresco, mentre rimase in uso come premio limitati ai canonici locali.
Il 26 novembre 1888 l'Amministratore Apostolico di Loreto ottenne dalla Santa Sede il permesso di riprendere quest'antica decorazione e di tornare a conferirla ai meritevoli del santuario, in occasione del 300º anniversario dell'istituzione di Sisto V. La croce di Loreto continuò ad essere conferita anche sotto i pontificati successivi sino al 1983, data alla quale la decorazione risulta quiescente.

## Insegne
La medaglia di I classe era composta da una croce maltese in oro e smalti blu, avente al centro un medaglione saltato di bianco con la Madonna di Loreto in oro. Tra le braccia si trovano nastri di stoffa color oro liberi. Il medaglione centrale, sul rovescio, riporta invece in oro la scritta "QVIBVS CORDIS EST DECOR" ("che è decoro al cuore"), attorniata dalle scritte "BENEMERENTIBVS" (in alto) e "DOMVS LAVRETANAE" (in basso). La medaglia era portata appesa ad una fascia di gran croce senza placca sul petto.
La medaglia di II classe riprendeva le decorazioni della I ma era composta da smalti azzurri. Veniva portata nella parte sinistra del petto.
La medaglia di III classe riprendeva le decorazioni della I ed era in bronzo dorato, senza smalti. Il rovescio del medaglione centrale venne prodotto in alcuni esemplari semplicemente con la decorazione dell'ombrello basilicale della Basilica di Loreto, senza iscrizioni. Veniva portata nella parte sinistra del petto.
Il nastro di I classe era azzurro con una striscia bianca sormontata da un filetto oro per parte. Il nastro II e III classe era rosso, bianco, oro, bianco, rosso, bianco, azzurro, bianco, rosso, bianco, oro, bianco, rosso.
I canonici avevano il diritto di portare la decorazione con un nastro al collo.

## Specifiche per gli insigniti
Gli insigniti di qualunque grado della decorazione, godevano dei seguenti benefici spirituali:
- Titolo personale di ciambellano onorario o dama d'onore della casa di Loreto
- Indulgenza plenaria nel giorno della ricezione della decorazione
- Indulgenza plenaria e benedizione apostolica in articulo mortis
- Indulgenza plenaria in tutte le feste del Signore e in tutte le feste mariane
- Indulgenza di un giorno per un massimo di 300 anni per ogni volta nella quale la medaglia della Madonna viene baciata con le parole: "Madre di Dio di Loreto, prega per noi"